# Pietat (Juan de Juni)
Pietat és una obra de terracota i fusta policromada de l'escultor Juan de Juni datada cap al 1537. Actualment forma part de la col·lecció permanent del Museu Frederic Marès i n'és una de les obres més destacades.
Segons la guia del museu, és l'únic museu català en què es pot admirar permanentment una obra de Juan de Juni. Aquest tema, la Pietat, va ser recurrent en diversos relleus de l'autor.

## Descripció i anàlisi
Realitzada en terracota, recull el moment en què la Verge sosté en els braços el cos del seu fill mort. S'ha perdut la creu, de fusta igual que la base, que completava la representació.
És una composició molt dinàmica en la qual les forces es disparen en totes les direccions. La sinuositat de la figura demostra l'habilitat de l'artista i el seu coneixement de la teoria manierista de la contemplació des de múltiples punts de vista. La Verge —amb un gest d'imploració — està asseguda a terra i fa un moviment arquejat; avança la cama cap endavant mentre el seu braç dret s'estira cap enrere. El cos del Crist s'adapta pesadament a la falda de Maria. Els seus braços i les seves cames cauen inertes i el cap penja per darrere en un gest patètic. Mare i fill transmeten un gran sentiment tràgic en els rostres. La reduïda mida que té fa pensar que estava destinada a un petit oratori.

## Autor
Juan de Juni va néixer a França, probablement a Joigny, d'aquí el seu nom castellanitzat, i es va formar a Itàlia, on va conèixer l'escultura clàssica i l'obra dels grans artistes del primer Renaixement. Va ser allà, així mateix, on va aprendre a treballar el fang, material dúctil que li permetia modelar les seves figures amb un gran naturalisme. Va desenvolupar gran part de la seva activitat entre Lleó i Valladolid, i se'l considera una de les figures clau del Renaixement hispànic.